# لوس رياليخوس
بلدية لوس رياليخوس (بالإسبانية: Los Realejos) هي بلدية تقع في مقاطعة سانتا كروث دي تينيريفه التابعة لمنطقة جزر الكناري جنوب غرب إسبانيا.

## الديموغرافيا
بلغ عدد سكان بلدية لوس رياليخوس 38.015 نسمة عام 2011 (وفقاً للمعهد الوطني للإحصاء الإسباني).
| 32.599 | 33.575 | 35.299 | 36.243 | 37.224 | 37.559 | 38.015 |

## معرض صور

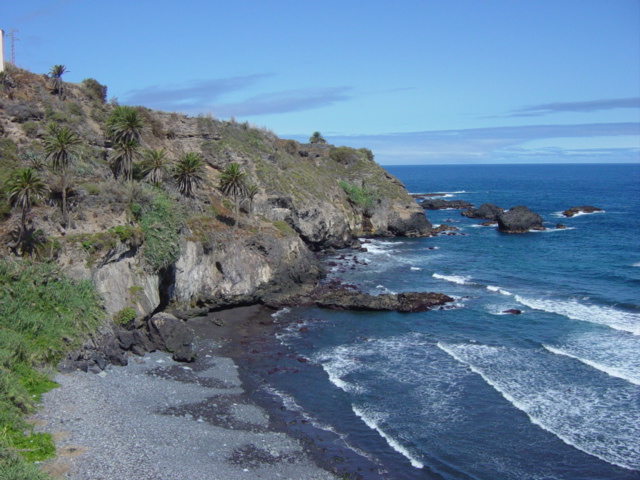
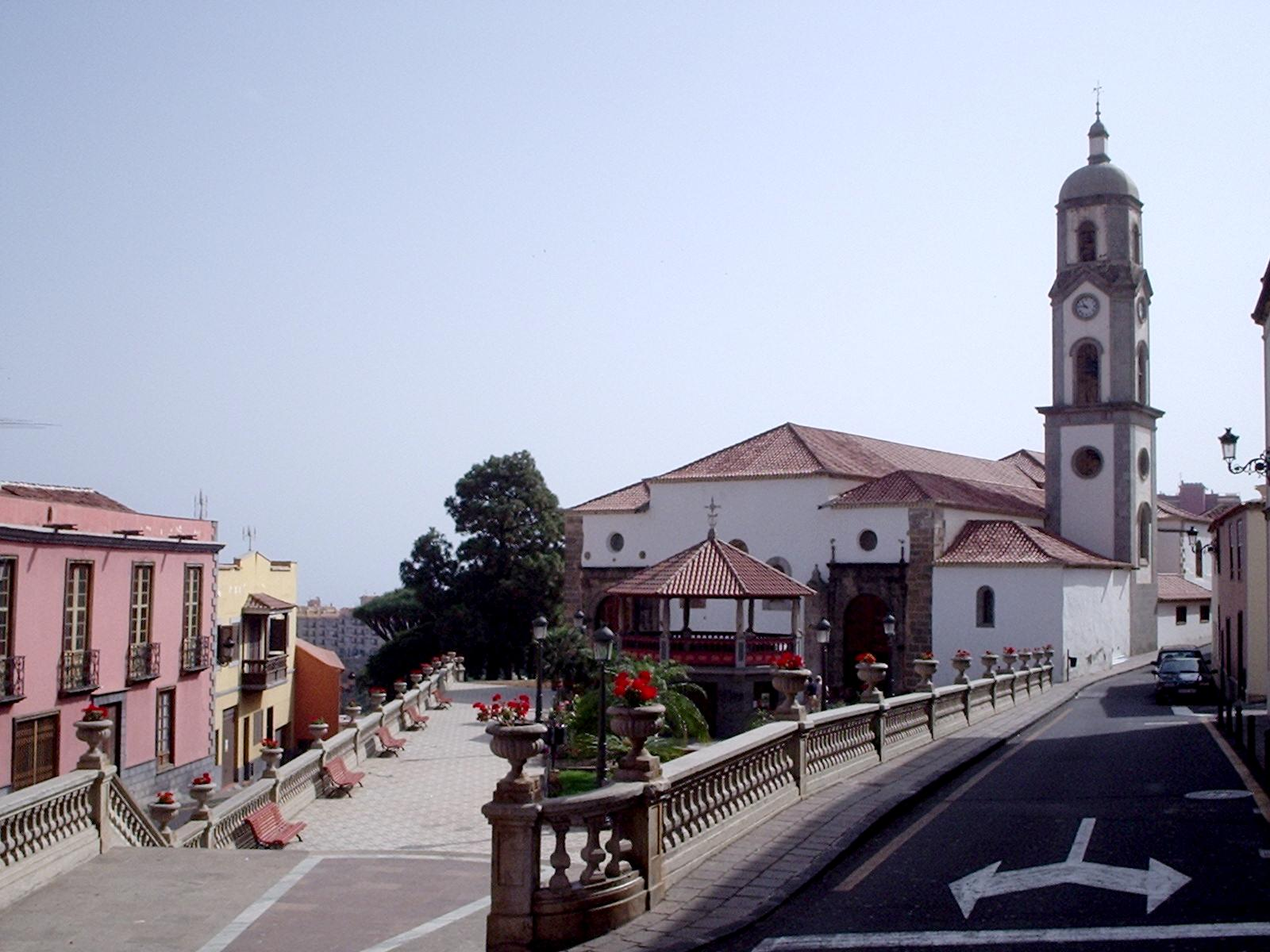
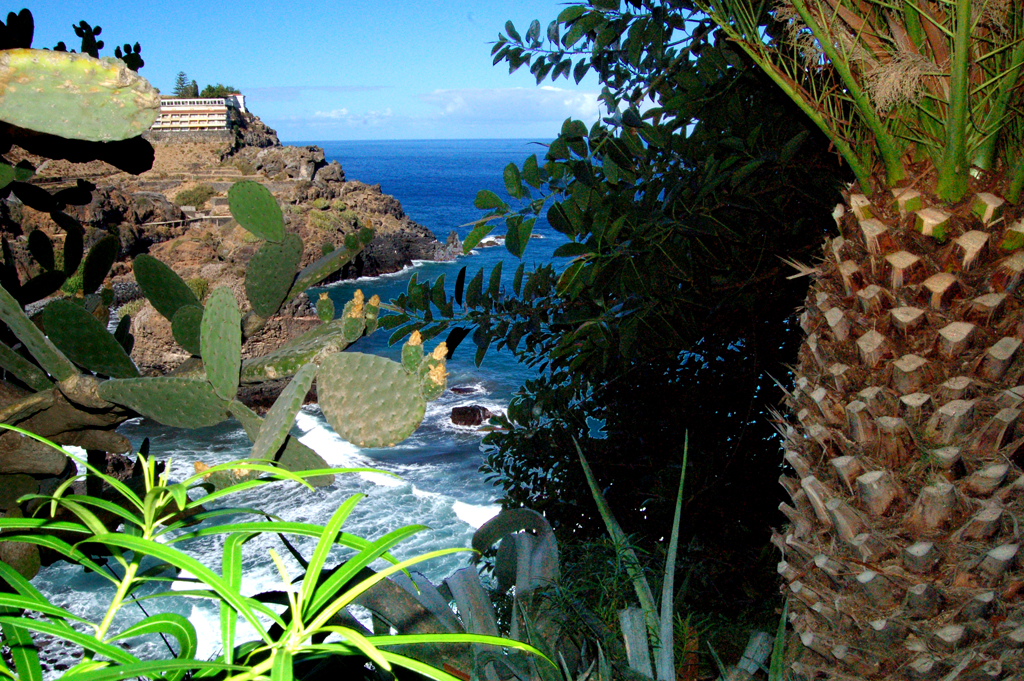
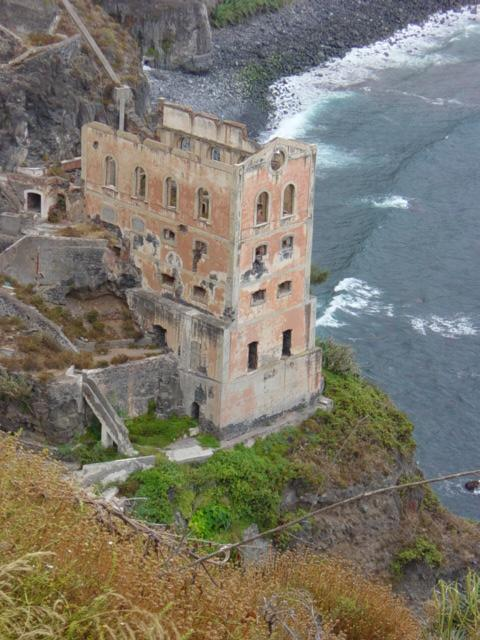

## أعلام
- إليزابيث شافيز
- توماس دي إريارتي
- إدواردو إيفان رودريغيز
- ييراي غونزاليس لويس